# 紐西蘭外交部長
紐西蘭外交部長（Minister of Foreign Affairs) 是新西兰政府的高級成員之一，負責新西蘭對外關係。

## 責任和權力
外交部長負責監督新西蘭與外國的關係以及促進新西蘭在國外的利益。外交部長負責外交贸易部，包括新西蘭的外交人員。外交部長被視為新西蘭政府最高級的成員之一，有時被視為總理職位以下的最高職位。然而，就實際政治權力而言，新西蘭外交部長並不像澳洲、加拿大、英國和美國這些國家的外交大臣和部長那樣突出，在新西蘭財政部長的影響力相對較大。按照慣例，外交部長是新西蘭內閣成員之一。

## 歷史
新西蘭第一位外交部長是詹姆斯·艾倫，艾倫於1919年被威廉·梅西任命為“對外事務部長”。在此之前，新西蘭沒有專門的外交官員。新西蘭外交部成立於1919年，但其職能僅限於在太平洋新西蘭管理的島嶼領土;即庫克群島、紐埃、托克勞和國際聯盟託管地薩摩亞。1943年，新西蘭政府成立了一個新的“對外事務部”來處理該國的對外關係。隨後，舊部門更名為“島嶼領土部”，隨後又創建了一個名為島嶼領土部長的職位。從1943年起，外交部長成為開展新西蘭對外關係的主要官員。 與其同名的澳洲和加拿大部門一樣，該部門被稱為“對外事務部”，而不是“外交事務部”，因為英國政府有責任代表大英帝國和後來的英聯邦實施外交政策。該職位於1970年更名為“外交部長”。在新西蘭史上，總理自己承擔外交部長的角色是很常見的，例如彼德·弗雷澤，華爾特·納許，基思·荷莉約克和戴維·朗伊都曾兼任外交部長。新西蘭歷史上任職時間最長的外交部長是基思·荷莉約克,荷莉約克擔任外交部長達11年之久。